# Fimosi
La fimosi è un restringimento dell'orifizio prepuziale, più precisamente una patologia medica, più o meno grave, per la quale non è possibile retrarre il prepuzio del pene oltre al glande. Nei casi di fimosi, una eventuale forzatura del prepuzio a superare il glande può generare lacerazioni della pelle e conseguenti ulteriori cicatrici che portano ad un aggravamento dello stato. Una potenziale complicanza della fimosi è la parafimosi, in cui vi è l'impossibilità nel ricoprire il glande col prepuzio una volta che è stato retratto. Il termine ha origine dalla parola greca phimos (φῑμός), che significa "muso". Inoltre, coloro che sono colpiti da fimosi, sono a maggior rischio di incorrere in una infiammazione del glande, nota come balanite.

Per la risoluzione della fimosi, ci si può avvalere dell’intervento di circoncisione, dell’utilizzo di tuboidi che sfruttino la dilatazione progressiva dell'anello fimotico, dell’utilizzo di creme steroidee e della pratica di mirati esercizi di stretching.

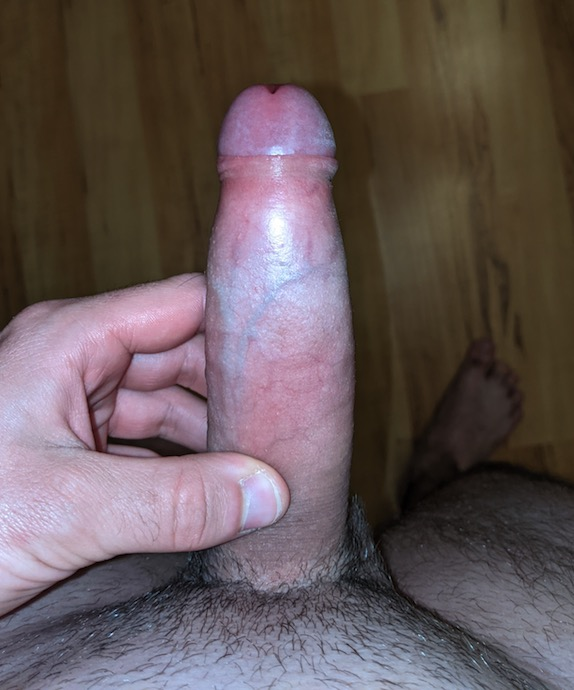
Fimosi non serrata

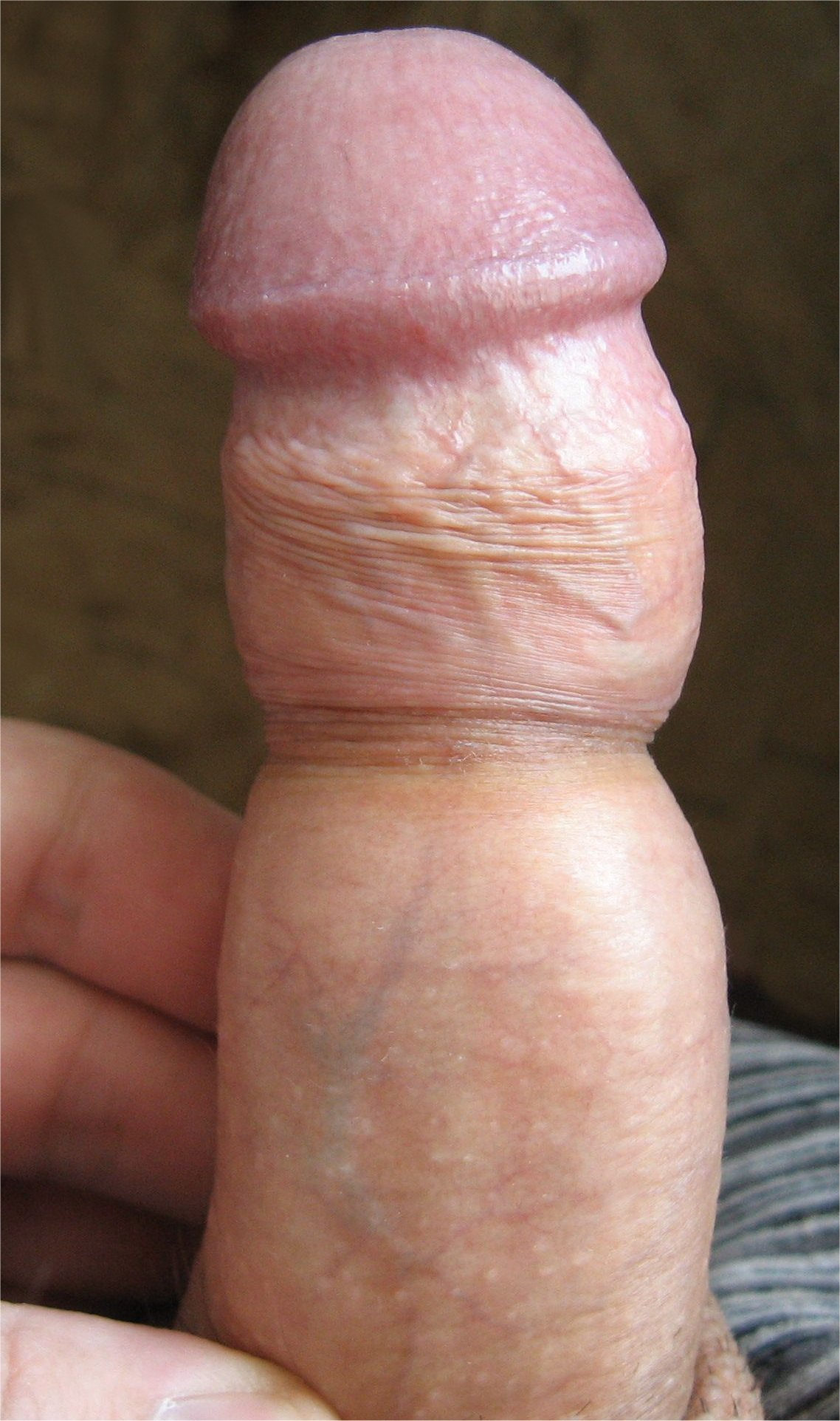
Fimosi non serrata

Nei bambini piccoli, è normale che non sia possibile retrarre il prepuzio, tuttavia in oltre il 90% dei casi ciò si risolve intorno all'età di sette anni e nel 99% dei casi entro i 16 anni. Occasionalmente, la fimosi può essere causata da una patologia sottostante, come la presenza di cicatrici dovute a balanite o a balanite xerotica obliterante. Ciò può essere generalmente diagnosticato quando si osservano cicatrici dell'apertura del prepuzio. In genere, la fimosi si risolve senza trattamento all'età di tre anni. Durante i primi anni di vita del bambino non dovrebbero essere tentati sforzi per retrarre il prepuzio. Alla nascita, infatti, lo strato interno del prepuzio è sigillato al glande sul pene e il prepuzio di solito non è retraibile nella prima infanzia.
Le associazioni mediche consigliano di non retrarre il prepuzio di un neonato, al fine di prevenire eventuali cicatrici. Alcuni sostengono che la non-retraibilità può essere "considerata normale per i maschi fino all'adolescenza compresa". Hill afferma che la piena retraibilità del prepuzio non può essere raggiunta fino alla tarda infanzia o all'età adulta. Un sondaggio danese ha rilevato che l'età media della prima retrazione del prepuzio è di 10,4 anni.
Rickwood, così come altri autori, ha suggerito che la condizione di fimosi è sovradiagnosticata per via della mancata distinzione tra non retraibilità tipica dello sviluppo e una situazione patologica. Alcuni autori usano i termini "fisiologici" e "patologici" per distinguere tra questi tipi di fimosi; altri usano il termine "prepuzio non-retrattile" per distinguere questa condizione di sviluppo dalla fimosi patologica.
In alcuni casi, si può identificare una situazione patologica se sembra che il bambino accusi un dolore, un rigonfiamento del prepuzio o un apparente disagio durante la minzione.
Nelle donne una condizione paragonabile è conosciuta come "fimosi clitoridea" per cui il prepuzio clitorideo non può essere ritratto, limitando l'esposizione del glande clitorideo.

## Epidemiologia
Nel corso degli anni sono stati pubblicati numerosi studi riguardanti l'incidenza della fimosi. I dati riportati da essi variano notevolmente da pubblicazione a pubblicazione, questo a causa della difficoltà di distinguere una situazione patologica da una fisiologica, dalle differenze di definizione, dai problemi di accertamento e dalle molteplici influenze aggiuntive sui tassi di circoncisione post-neonatali in società dove la maggior parte dei neonati viene circonciso. Una statistica di frequenza comunemente citata per la fimosi patologica è dell'1% dei maschi non circoncisi. Quando la fimosi è semplicemente equiparata alla non retrattilità del prepuzio dopo l'età di tre anni, sono stati riportati tassi di incidenza notevolmente più elevati. Altri autori hanno descritto un'incidenza negli adolescenti e negli adulti pari al 50%, anche se è probabile che in questi dati siano stati inclusi molti casi di fimosi fisiologica o di parziale non retrattilità.

## Sintomi e complicanze

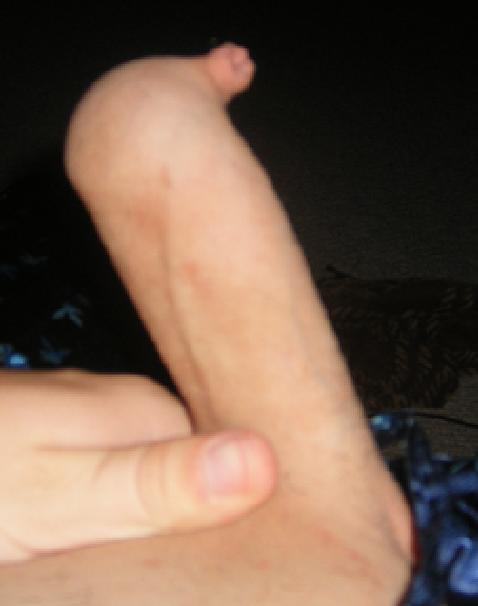
Fimosi serrata (impossibilità completa di scoprire il glande)

La diagnosi della fimosi è spesso fatta dal paziente stesso che nota il restringimento del prepuzio. A seconda del grado di fimosi tale restringimento può variare ed è quindi necessario un’osservazione clinica. I sintomi legati (ma non esclusivi) a questa condizione possono essere: dolore al pene, dolore durante i rapporti sessuali, disfunzione erettile, ritenzione urinaria, disuria, ulcere cutanee e prurito uretrale.
La fimosi è un handicap anatomico e non può essere definita malattia o patologia. Le complicanze derivanti da tale caratteristica sono quindi tutte quelle patologie che trovano nella situazione di fimosi uno stato ideale per insorgere. Si ha perciò un rischio maggiore di balanite (infiammazione o infezione del glande), postite (infiammazione o infezione del prepuzio) e balanopostite (infiammazione o infezione del glande e della membrana interna del prepuzio). L’insorgere di tali patologie può essere dovuto al ristagno nel pene di smegma e urina, causata dalla fimosi e dall’impossibilità di una corretta igienizzazione della parte. Se non correttamente curate, la degenerazione di tali patologie può portare a dolorose calcificazioni del prepuzio.
Inoltre, forzare lo scoprimento del glande può comunque provocare la parafimosi, che è un grave effetto in cui non si riesce più a ricoprire il glande comportando uno strangolamento dello stesso ed è necessario un intervento d'urgenza per risolverlo.

## Classificazione
La fimosi può essere congenita o acquisita:
- è congenita quando, fin dalla nascita e nei primi anni di vita, si manifesta un restringimento prepuziale. Questa tipologia di fimosi può essere presente in età infantile o notata in età giovanile. Nei neonati, sin dai primi anni di nascita, è presente un restringimento del prepuzio; si tratta di un restringimento fisiologico che viene normalmente superato con la crescita. In alcuni casi, però, può verificarsi che il prepuzio non si allarghi insieme al pene. Ciò accade a circa l’1% della popolazione maschile e, con il passare degli anni, crea una difficoltà sempre maggiore a scoprire il glande;
- è acquisita quando non si presenta dalla nascita e può essere l’esito invalidante di un’infiammazione del prepuzio (balanopostite) causata da un agente microbico, (infiammazioni fungine o batteriche). La soluzione del problema infettivo tramite terapia medica, tuttavia, spesso residua un restringimento ed una cicatrizzazione prepuziale che è denominata fimosi. La cicatrice derivante dall’infezione delle ferite sul prepuzio crea il cosiddetto “anello fimotico”, che, con il passare del tempo può irrigidirsi sempre di più, rendendo quasi impossibile scoprire il glande.

La fimosi, sia congenita sia acquisita, può essere serrata o non serrata:
- è serrata quando il restringimento è tale da impedire lo scoprimento del glande anche a pene a riposo e in casi limite può anche portare difficoltà nell'urinare;
- è non serrata quando risulta impossibile scoprire il glande a pene eretto

### Gradi di intensità
Secondo Kikiros et al. è possibile identificare una scala di cinque gradi di intensità della fimosi a pene eretto:
- Grado 5: assolutamente nessuna retrazione prepuziale.
- Grado 4: lieve retrazione, però l'orifizio urinario (meato) continua a essere visibile.
- Grado 3: retrazione parziale, meato visibile, però il restante del glande continua a essere coperto.
- Grado 2: esposizione parziale del glande.
- Grado 1: retrazione totale del prepuzio, però lo stesso stringe la base del glande.

## Trattamenti

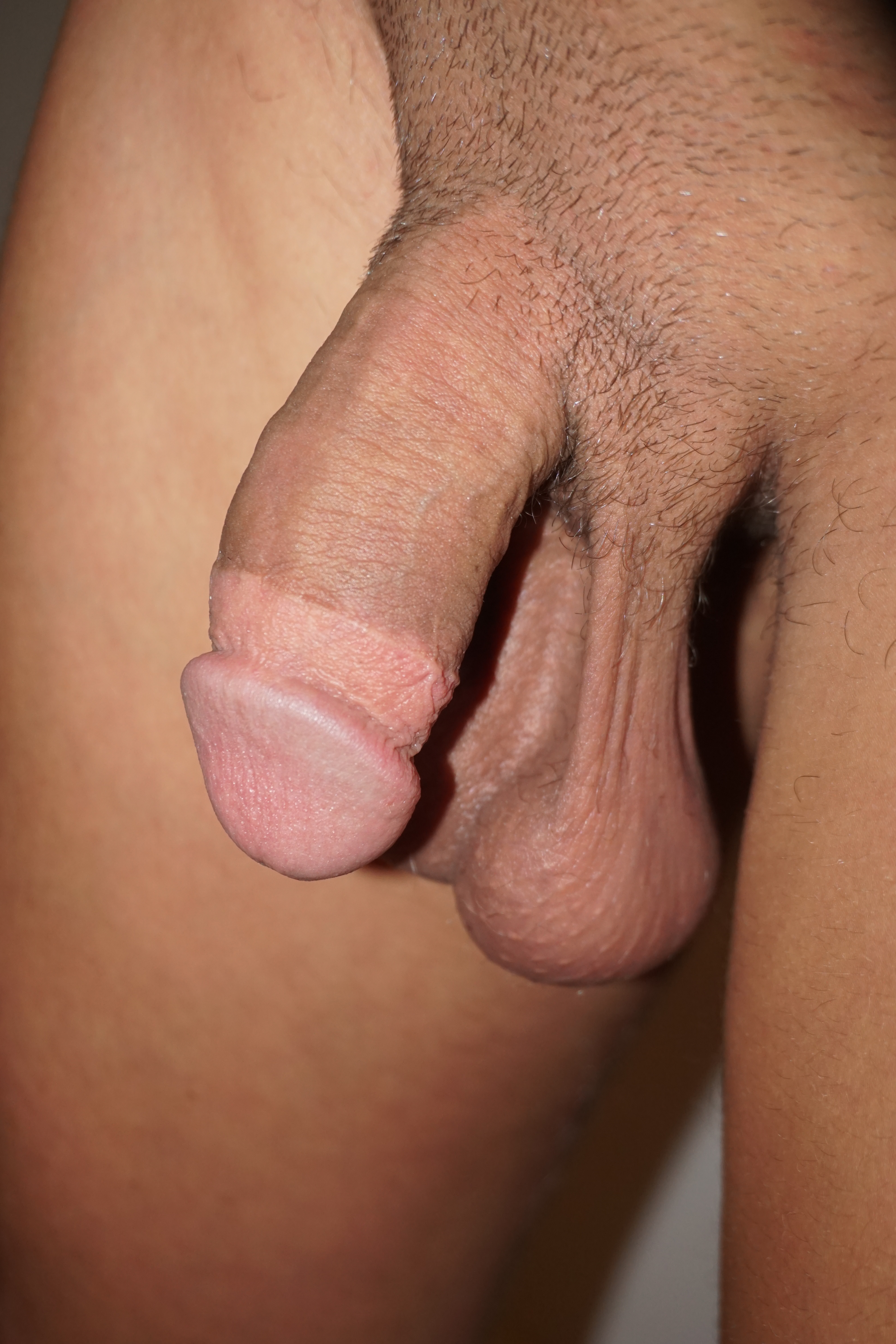
Pene circonciso

Per curare la fimosi si può ricorrere a:
- Circoncisione:

La circoncisione è l’asportazione chirurgica parziale o totale del prepuzio, la parte di pelle che ricopre il glande. Fin dalla nascita il pene è rivestito di uno strato di pelle che dalla base lo ricopre sino al glande. Sul glande il prepuzio ha due strati di pelle, quello esterno e quello interno che scorrono fra di loro per proteggere la mucosa e conservare umidità e sensibilità. Il doppio strato di pelle permette di aumentare il quantitativo di derma con il pene in erezione, rispetto a quando è a riposo.
La circoncisione elimina la pelle del prepuzio rendendo il glande sempre scoperto. Il glande non è quindi più coperto e sviluppa uno strato di cheratina con funzione protettiva. L’intervento chirurgico è sicuramente una soluzione definitiva ma non tiene conto delle implicazioni psicologiche e umane che l’uomo deve affrontare prima di decidere l’asportazione di una parte del proprio pene.
- Tuboidi:

Un valido approccio non chirurgico per la cura della fimosi è la dilatazione progressiva dell'anello fimotico grazie a dispositivi medici progettati e ergonomicamente disegnati, chiamati "tuboidi". Questi, applicando il consolidato principio della dilatazione della pelle, permettono la formazione di nuove cellule elastiche con il conseguente recupero dell’elasticità del prepuzio e scomparsa della fimosi.
- Esercizi di stretching:

Gli specifici esercizi di stretching, che prevedono il lento movimento del prepuzio a copertura e scopertura del glande, possono essere praticati con grande attenzione e sotto guida di uno specialista, per evitare lesioni e lacerazioni del pene. La forzatura del tessuto fimotico, infatti, potrebbe portare alla creazione di piccoli tagli sul prepuzio che, cicatrizzandosi, peggiorerebbero la situazione. Anche qualora si ottenesse il risultato desiderato, non si avrebbe la certezza di un risultato definitivo, rischiando il ripresentarsi della patologia.
- Creme steroidee:

L’utilizzo di creme steroidee per l’allungamento del prepuzio può essere d’aiuto ma, mentre per la cura di fimosi congenita in età giovanile vi sono ricerche che provano l’utilità e il valore di tale procedura, non vi sono ricerche che comprovino i risultati di una cura in età adulta.